# Стил (Алабама)
Стил (енгл. Steele) град је у америчкој савезној држави Алабама. По попису становништва из 2010. у њему је живело 1.043 становника.

## Демографија
Према попису становништва из 2010. у граду је живело 1.043 становника, што је 50 (4,6%) становника мање него 2000. године.
| Група             | 2000.         | 2010.       |
| Белци             | 1.052 (96,2%) | 970 (93,0%) |
| Афроамериканци    | 0 (0,0%)      | 4 (0,4%)    |
| Азијати           | 1 (0,1%)      | 0 (0,0%)    |
| Хиспаноамериканци | 35 (3,2%)     | 53 (5,1%)   |
| Укупно            | 1.093         | 1.043       |